# Shunske Sato
Shunske Sato (佐藤 俊介, Satō Shunsuke, hiragana: さとう しゅんすけ), (Tokio, 10 juni 1984) is een Japanse klassieke en barok violist en dirigent.

## Levensloop
Sato begon op zijn tweede jaar viool te spelen. Hij werd opgeleid door Chin Kim, Dorothy DeLayen en Masao Kawasaki van de Juilliard School, Jaime Laredo van het Curtis Institute, Gérard Poulet van de École Normale de Musique de Paris en Mary Utiger van de Hochschule fur Musik und Theater München.
Zijn concertcarrière startte op twaalfjarige leeftijd in de Verenigde Staten, doordat hij de eerste prijs won bij het Young Concert Artists concours in 1997. Na een uitermate succesvol debuutrecital in New York in 2000, was hij in 2001 de jongste violist ooit die Beethovens vioolconcert uitvoerde bij het Beethoven Festival in Bonn, uitgezonden door Deutsche Welle. In 2007 maakte Sato opnamen van de solosonates voor altviool die voor hem waren geschreven door Akira Nishimura. Sato was concertmeester bij zowel Concerto Köln als de Nederlandse Bachvereniging. In 2018 volgde hij Jos van Veldhoven op als artistiek leider van de Nederlandse Bachvereniging. In 2023 nam hij afscheid om zich meer te kunnen wijden aan een diverser repertoire.
Zijn opnamen omvatten een breed repertoire, van Eugène Ysaÿe's Zes Sonates voor solo viool, de complete sonates voor viool en piano van Edvard Grieg, de 12 Fantasias voor solo viool van Georg Philipp Telemann, The Four Seasons Concerto Köln & Shunske Sato (Berlin Classics Germany) van Antonio Vivaldi.
- Gemeinsame Normdatei: 1106869249
- International Standard Name Identifier: 0000 0000 6494 9160
- Library of Congress Control Number: no2009106053
- MusicBrainz: eb3cd981-2230-4487-ba29-10fac3481255
- Nationale Bibliotheek van Tsjechië: xx0243145
- Virtual International Authority File: 91140474
- WorldCat: E39PBJjd8FWRg9pQgCw4mTJdQq